# Wicked - Parte 2
Wicked - Parte 2  (Wicked: For Good) è un film del 2025 diretto da Jon M. Chu.
Sequel diretto di Wicked, è l'adattamento cinematografico del secondo atto del musical teatrale Wicked di Stephen Schwartz e Winnie Holzman, tratto dal romanzo Strega - Cronache dal Regno di Oz in rivolta di Gregory Maguire, a sua volta una rivisitazione de Il meraviglioso mago di Oz di L. Frank Baum.

## Trama
Da quando si è opposta al Mago di Oz, Elphaba è stata soprannominata la Malvagia Strega dell'Ovest dagli abitanti di Oz, che la credono perfida. Nel frattempo, Glinda è diventata la figura popolare del regime del Mago e viene soprannominata Glinda la Buona, mentre Fiyero diventa il capitano delle guardie del Mago, sebbene dubiti ancora della colpevolezza di Elphaba.

## Produzione
Nel febbraio 2021 è stato confermato che Jon M. Chu avrebbe diretto un adattamento cinematografico del musical con Ariana Grande e Cynthia Erivo nel ruolo delle protagoniste e nell'aprile 2022 è stato annunciato che il film sarebbe stato realizzato in due parti. Nel novembre successivo il compositore Stephen Schwartz ha dichiarato che avrebbe scritto due nuove canzoni per il secondo film.
Le riprese principali dei due film si sono svolte negli Sky Studios Elstree in Inghilterra tra il dicembre 2022 e il gennaio 2024, con un'interruzione nel luglio 2023 a causa dello sciopero dei membri del sindacato SAG-AFTRA.
Il 15 dicembre 2024 è stato annunciato il titolo completo del film, Wicked: For Good; il sottotitolo è un riferimento alla penultima canzone del musical.

## Colonna sonora
Numeri previsti
- No One Mourns the Wicked (Reprise) – Ensemble
- Thank Goodness – Glinda, Madame Morrible e i cittadini di Oz
- The Wicked Witch of the East – Elphaba, Nessarose e Boq
- Wonderful – il Mago e Elphaba
- I'm Not That Girl (Reprise) – Glinda
- As Long as You're Mine – Elphaba e Fiyero
- No Good Deed – Elphaba
- March of the Witch Hunters – Boq e gli abitanti di Oz
- For Good – Elphaba e Glinda
- Finale: For Good (Reprise) – Glinda, Elphaba  e gli abitanti di Oz

Due nuovi brani sono stati composti dall'autore Stephen Schwartz per soddisfare le esigenze di trama: uno è destinato ad Elphaba, e vede la partecipazione autoriale di Cynthia Erivo, e l'altro, intitolato Girl in the Bubble, a Glinda.

## Promozione
Il primo teaser trailer è stato diffuso il 3 giugno 2025, seguito il giorno dopo da un trailer esteso.

## Distribuzione
Originariamente prevista per il giorno di Natale, la distribuzione del film nelle sale internazionali è stata anticipata al 21 novembre 2025.